# Cloud: Wild Stallion of the Rockies
Cloud: Wild Stallion of the Rockies är en film som handlar om en vild mustang som lever högt uppe i bergen. Filmen följer honom i hela hans liv från att han var ett litet föl tills han hade en egen hjord. Filmen inledde säsong 20 av TV-serien Nature och visades första gången den 4 november 2001.

### Webbkällor
- Cloud: Wild Stallion of the Rockies på Internet Movie Database (engelska)